# Flèche brabançonne 2015
La 55e édition de la Flèche brabançonne a eu lieu le 15 avril 2015. La course fait partie du calendrier UCI Europe Tour 2015 en catégorie 1.HC.
L'épreuve a été remportée en solitaire par le Belge Ben Hermans (BMC Racing) deux secondes sur un peloton réglé pour la deuxième place par l'Australien Michael Matthews (Orica-GreenEDGE) devant Philippe Gilbert, coéquipier et compatriote du vainqueur.

## Présentation

### Équipes
Classée en catégorie 1.HC de l'UCI Europe Tour, la Flèche brabançonne est par conséquent ouverte aux WorldTeams dans la limite de 70 % des équipes participantes, aux équipes continentales professionnelles, aux équipes continentales belges et à une équipe nationale belge.
Vingt-cinq équipes participent à cette Flèche brabançonne - dix WorldTeams et quinze équipes continentales professionnelles :
| UCI WorldTeams      | UCI WorldTeams | UCI WorldTeams |
| Nom de l'équipe     | Pays           | Code           |
| ------------------- | -------------- | -------------- |
| AG2R La Mondiale    | France         | ALM            |
| BMC Racing          | États-Unis     | BMC            |
| Cannondale-Garmin   | États-Unis     | TCG            |
| Etixx-Quick Step    | Belgique       | EQS            |
| Giant-Alpecin       | Allemagne      | TGA            |
| IAM                 | Suisse         | IAM            |
| Lotto NL-Jumbo      | Pays-Bas       | TLJ            |
| Lotto-Soudal        | Belgique       | LTS            |
| Orica-GreenEDGE     | Australie      | OGE            |
| Trek Factory Racing | États-Unis     | TFR            |

| Équipes continentales professionnelles | Équipes continentales professionnelles | Équipes continentales professionnelles |
| Nom de l'équipe                        | Pays                                   | Code                                   |
| -------------------------------------- | -------------------------------------- | -------------------------------------- |
| Androni Giocattoli-Sidermec            | Italie                                 | AND                                    |
| Bardiani CSF                           | Italie                                 | BAR                                    |
| Bora-Argon 18                          | Allemagne                              | BOA                                    |
| Bretagne-Séché Environnement           | France                                 | BSE                                    |
| CCC Sprandi Polkowice                  | Pologne                                | CCC                                    |
| Cofidis                                | France                                 | COF                                    |
| Cult Energy                            | Danemark                               | CLT                                    |
| Europcar                               | France                                 | EUC                                    |
| MTN-Qhubeka                            | Afrique du Sud                         | MTN                                    |
| Novo Nordisk                           | États-Unis                             | TNN                                    |
| Roompot Oranje Peloton                 | Pays-Bas                               | ROP                                    |
| Southeast                              | Italie                                 | STH                                    |
| Topsport Vlaanderen-Baloise            | Belgique                               | TSV                                    |
| UnitedHealthcare                       | États-Unis                             | UHC                                    |
| Wanty-Groupe Gobert                    | Belgique                               | WGG                                    |

### Règlement de la course

#### Primes
Les vingt prix sont attribués suivant le barème de l'UCI,. Le total général des prix distribués est de 18 800 €.
| Position | 1er     | 2e      | 3e      | 4e    | 5e    | 6e    | 7e    | 8e    | 9e    | 10e à 20e |
| Prix     | 7 515 € | 3 760 € | 1 875 € | 935 € | 745 € | 565 € | 565 € | 375 € | 375 € | 190 €     |

## Classements

### Classement final
| Classement final | Classement final   | Classement final | Classement final       | Classement final   |
|                  | Coureur            | Pays             | Équipe                 | Temps              |
| ---------------- | ------------------ | ---------------- | ---------------------- | ------------------ |
| 1er              | Ben Hermans        | Belgique         | BMC Racing             | en 4 h 45 min 14 s |
| 2e               | Michael Matthews   | Australie        | Orica-GreenEDGE        | + 2 s              |
| 3e               | Philippe Gilbert   | Belgique         | BMC Racing             | + 2 s              |
| 4e               | Tony Gallopin      | France           | Lotto-Soudal           | + 2 s              |
| 5e               | Davide Rebellin    | Italie           | CCC Sprandi Polkowice  | + 2 s              |
| 6e               | Nathan Haas        | Australie        | Cannondale-Garmin      | + 2 s              |
| 7e               | Fabio Felline      | Italie           | Trek Factory Racing    | + 2 s              |
| 8e               | Maurits Lammertink | Pays-Bas         | Roompot Oranje Peloton | + 2 s              |
| 9e               | Maciej Paterski    | Pologne          | CCC Sprandi Polkowice  | + 2 s              |
| 10e              | Dries Devenyns     | Belgique         | IAM                    | + 2 s              |
| modifier         |                    |                  |                        |                    |

### UCI Europe Tour
Cette Flèche brabançonne attribue des points pour l'UCI Europe Tour 2015, par équipes seulement aux coureurs des équipes continentales professionnelles et continentales, individuellement à tous les coureurs sauf ceux faisant partie d'une équipe ayant un label WorldTeam.
| Position,          | 1er | 2e | 3e | 4e | 5e | 6e | 7e | 8e | 9e | 10e | 11e | 12e | 13e | 14e | 15e |
| Classement général | 100 | 70 | 40 | 30 | 25 | 20 | 15 | 10 | 9  | 8   | 7   | 6   | 5   | 4   | 3   |

## Liste des participants
- Liste de départ complète

| Légende | Légende                                                                    | Légende | Légende                                                    |
| ------- | -------------------------------------------------------------------------- | ------- | ---------------------------------------------------------- |
| Num     | Dossard de départ porté par le coureur sur cette Flèche brabançonne        | Pos     | Position à l'arrivée de la course                          |
|         | Indique un maillot de champion national ou mondial, suivi de sa spécialité | NP      | Indique un coureur qui n'a pas pris le départ de la course |
| AB      | Indique un coureur qui n'a pas terminé la course                           | HD      | Indique un coureur qui a terminé la course hors des délais |

| BMC Racing BMC                          | BMC Racing BMC           | BMC Racing BMC |
| --------------------------------------- | ------------------------ | -------------- |
| Num                                     | Coureur                  | Pos            |
| 1                                       | Philippe Gilbert (BEL)   | 3e             |
| 2                                       | Damiano Caruso (ITA)     | 37e            |
| 3                                       | Silvan Dillier (SUI)     | 24e            |
| 4                                       | Ben Hermans (BEL)        | 1er            |
| 5                                       | Amaël Moinard (FRA)      | 87e            |
| 6                                       | Campbell Flakemore (AUS) | AB             |
| 7                                       | Manuel Senni (ITA)       | 85e            |
| 8                                       | Dylan Teuns (BEL)        | 40e            |
| Directeur sportif : Maximilian Sciandri |                          |                |

| AG2R La Mondiale ALM           | AG2R La Mondiale ALM   | AG2R La Mondiale ALM |
| ------------------------------ | ---------------------- | -------------------- |
| Num                            | Coureur                | Pos                  |
| 11                             | Romain Bardet (FRA)    | 20e                  |
| 12                             | Jan Bakelants (BEL)    | AB                   |
| 13                             | Mikaël Cherel (FRA)    | 80e                  |
| 14                             | Ben Gastauer (LUX)     | NP                   |
| 15                             |                        |                      |
| 16                             | Blel Kadri (FRA)       | AB                   |
| 17                             | Sébastien Turgot (FRA) | AB                   |
| 18                             | Sébastien Minard (FRA) | 79e                  |
| Directeur sportif : Gilles Mas |                        |                      |

| Etixx-Quick Step EQS               | Etixx-Quick Step EQS     | Etixx-Quick Step EQS |
| ---------------------------------- | ------------------------ | -------------------- |
| Num                                | Coureur                  | Pos                  |
| 21                                 | Gianni Meersman (BEL)    | 26e                  |
| 22                                 | Julian Alaphilippe (FRA) | 19e                  |
| 23                                 |                          |                      |
| 24                                 | Nikolas Maes (BEL)       | AB                   |
| 25                                 | Petr Vakoč (CZE)         | 61e                  |
| 26                                 | Julien Vermote (BEL)     | 51e                  |
| 27                                 | Yves Lampaert (BEL)      | AB                   |
| 28                                 |                          |                      |
| Directeur sportif : Rik Van Slycke |                          |                      |

| IAM                              | IAM                     | IAM  |
| -------------------------------- | ----------------------- | ---- |
| Num                              | Coureur                 | Pos  |
| 31                               | Sylvain Chavanel (FRA)  | 23e  |
| 32                               | Matthias Brändle (AUT)  | AB   |
| 33                               | Thomas Degand (BEL)     | 103e |
| 34                               | Dries Devenyns (BEL)    | 10e  |
| 35                               | Pirmin Lang (SUI)       | AB   |
| 36                               | Vicente Reynés (ESP)    | 38e  |
| 37                               | Patrick Schelling (SUI) | 74e  |
| 38                               | David Tanner (AUS)      | 30e  |
| Directeur sportif : Mario Chiesa |                         |      |

| Lotto-Soudal LTS                | Lotto-Soudal LTS         | Lotto-Soudal LTS |
| ------------------------------- | ------------------------ | ---------------- |
| Num                             | Coureur                  | Pos              |
| 41                              | Tony Gallopin (FRA)      | 4e               |
| 42                              | Sander Armée (BEL)       | 33e              |
| 43                              | Thomas De Gendt (BEL)    | AB               |
| 44                              | Gert Dockx (BEL)         | AB               |
| 45                              | Pim Ligthart (NED)       | 102e             |
| 46                              | Tosh Van der Sande (BEL) | 92e              |
| 47                              | Dennis Vanendert (BEL)   | 76e              |
| 48                              | Louis Vervaeke (BEL)     | AB               |
| Directeur sportif : Bart Leysen |                          |                  |

| Orica-GreenEDGE OGE                 | Orica-GreenEDGE OGE      | Orica-GreenEDGE OGE |
| ----------------------------------- | ------------------------ | ------------------- |
| Num                                 | Coureur                  | Pos                 |
| 51                                  | Michael Matthews (AUS)   | 2e                  |
| 52                                  | Mathew Hayman (AUS)      | 84e                 |
| 53                                  | Leigh Howard (AUS)       | 105e                |
| 54                                  | Damien Howson (AUS)      | AB                  |
| 55                                  | Brett Lancaster (AUS)    | AB                  |
| 56                                  | Christian Meier (CAN)    | AB                  |
| 57                                  | Cameron Meyer (AUS)      | AB                  |
| 58                                  | Svein Tuft (CAN) (Route) | AB                  |
| Directeur sportif : Laurenzo Lapage |                          |                     |

| Cannondale-Garmin TCG             | Cannondale-Garmin TCG      | Cannondale-Garmin TCG |
| --------------------------------- | -------------------------- | --------------------- |
| Num                               | Coureur                    | Pos                   |
| 61                                | Moreno Moser (ITA)         | NP                    |
| 62                                | Alberto Bettiol (ITA)      | AB                    |
| 63                                | Nathan Brown (USA)         | NP                    |
| 64                                | Nathan Haas (AUS)          | 6e                    |
| 65                                | Alex Howes (USA)           | NP                    |
| 66                                | Matej Mohorič (SLO)        | 91e                   |
| 67                                | Ramūnas Navardauskas (LTU) | AB                    |
| 68                                | Davide Villella (ITA)      | 60e                   |
| Directeur sportif : Robert Hunter |                            |                       |

| Giant-Alpecin TGA               | Giant-Alpecin TGA         | Giant-Alpecin TGA |
| ------------------------------- | ------------------------- | ----------------- |
| Num                             | Coureur                   | Pos               |
| 71                              | Johannes Fröhlinger (GER) | 97e               |
| 72                              |                           |                   |
| 73                              | Caleb Fairly (USA)        | 101e              |
| 74                              | Thierry Hupond (FRA)      | 94e               |
| 75                              | Ji Cheng (CHN)            | AB                |
| 76                              | Fredrik Ludvigsson (SWE)  | AB                |
| 77                              | Tom Stamsnijder (NED)     | 89e               |
| 78                              | Zico Waeytens (BEL)       | 104e              |
| Directeur sportif : Rudie Kemna |                           |                   |

| Lotto NL-Jumbo TLJ                | Lotto NL-Jumbo TLJ       | Lotto NL-Jumbo TLJ |
| --------------------------------- | ------------------------ | ------------------ |
| Num                               | Coureur                  | Pos                |
| 81                                | Wilco Kelderman (NED)    | 59e                |
| 82                                | Brian Bulgaç (NED)       | AB                 |
| 83                                | Barry Markus (NED)       | AB                 |
| 84                                | Moreno Hofland (NED)     | AB                 |
| 85                                | Bert-Jan Lindeman (NED)  | 95e                |
| 86                                | Paul Martens (GER)       | 11e                |
| 87                                | Mike Teunissen (NED)     | AB                 |
| 88                                | Nick van der Lijke (NED) | 98e                |
| Directeur sportif : Merijn Zeeman |                          |                    |

| Trek Factory Racing TFR        | Trek Factory Racing TFR  | Trek Factory Racing TFR |
| ------------------------------ | ------------------------ | ----------------------- |
| Num                            | Coureur                  | Pos                     |
| 91                             |                          |                         |
| 92                             | Fumiyuki Beppu (JPN)     | 73e                     |
| 93                             | Fabio Felline (ITA)      | 7e                      |
| 94                             | Gert Steegmans (BEL)     | AB                      |
| 95                             | Jasper Stuyven (BEL)     | AB                      |
| 96                             | Danny van Poppel (NED)   | AB                      |
| 97                             | Kristof Vandewalle (BEL) | 58e                     |
| 98                             | Calvin Watson (AUS)      | AB                      |
| Directeur sportif : Dirk Demol |                          |                         |

| Androni Giocattoli-Sidermec AND     | Androni Giocattoli-Sidermec AND | Androni Giocattoli-Sidermec AND |
| ----------------------------------- | ------------------------------- | ------------------------------- |
| Num                                 | Coureur                         | Pos                             |
| 101                                 | Marco Bandiera (ITA)            | 50e                             |
| 102                                 | Marco Benfatto (ITA)            | 96e                             |
| 103                                 | Francesco Chicchi (ITA)         | AB                              |
| 104                                 |                                 |                                 |
| 105                                 | Carlos Gálviz (VEN)             | AB                              |
| 106                                 | Alberto Nardin (ITA)            | AB                              |
| 107                                 | František Padour (CZE)          | AB                              |
| 108                                 | Fabio Taborre (ITA)             | 48e                             |
| Directeur sportif : Roberto Miodini |                                 |                                 |

| Bardiani CSF BAR                      | Bardiani CSF BAR       | Bardiani CSF BAR |
| ------------------------------------- | ---------------------- | ---------------- |
| Num                                   | Coureur                | Pos              |
| 111                                   | Sonny Colbrelli (ITA)  | AB               |
| 112                                   | Simone Andreetta (ITA) | AB               |
| 113                                   | Enrico Barbin (ITA)    | 45e              |
| 114                                   | Enrico Battaglin (ITA) | 88e              |
| 115                                   | Nicola Boem (ITA)      | AB               |
| 116                                   | Andrea Piechele (ITA)  | AB               |
| 117                                   | Stefano Pirazzi (ITA)  | AB               |
| 118                                   | Nicola Ruffoni (ITA)   | AB               |
| Directeur sportif : Roberto Reverberi |                        |                  |

| Bora-Argon 18 BOA                 | Bora-Argon 18 BOA      | Bora-Argon 18 BOA |
| --------------------------------- | ---------------------- | ----------------- |
| Num                               | Coureur                | Pos               |
| 121                               | Phil Bauhaus (GER)     | AB                |
| 122                               | Cesare Benedetti (ITA) | 56e               |
| 123                               | Emanuel Buchmann (GER) | 78e               |
| 124                               | Zakkari Dempster (AUS) | AB                |
| 125                               | Bartosz Huzarski (POL) | AB                |
| 126                               | Patrick Konrad (AUT)   | 31e               |
| 127                               | Dominik Nerz (GER)     | 54e               |
| 128                               | Paul Voss (GER)        | 29e               |
| Directeur sportif : André Schulze |                        |                   |

| Bretagne-Séché Environnement BSE   | Bretagne-Séché Environnement BSE | Bretagne-Séché Environnement BSE |
| ---------------------------------- | -------------------------------- | -------------------------------- |
| Num                                | Coureur                          | Pos                              |
| 131                                | Jonathan Hivert (FRA)            | AB                               |
| 132                                |                                  |                                  |
| 133                                | Anthony Delaplace (FRA)          | AB                               |
| 134                                | Brice Feillu (FRA)               | AB                               |
| 135                                | Armindo Fonseca (FRA)            | 39e                              |
| 136                                | Arnaud Gérard (FRA)              | AB                               |
| 137                                | Pierre-Luc Périchon (FRA)        | 42e                              |
| 138                                | Florian Vachon (FRA)             | 86e                              |
| Directeur sportif : Franck Renimel |                                  |                                  |

| CCC Sprandi Polkowice CCC              | CCC Sprandi Polkowice CCC         | CCC Sprandi Polkowice CCC |
| -------------------------------------- | --------------------------------- | ------------------------- |
| Num                                    | Coureur                           | Pos                       |
| 141                                    | Davide Rebellin (ITA)             | 5e                        |
| 142                                    | Grega Bole (SLO)                  | AB                        |
| 143                                    | Jarosław Marycz (POL)             | 81e                       |
| 144                                    | Bartłomiej Matysiak (POL) (Route) | 82e                       |
| 145                                    | Maciej Paterski (POL)             | 9e                        |
| 146                                    | Marek Rutkiewicz (POL)            | AB                        |
| 147                                    | Branislau Samoilau (BLR)          | 83e                       |
| 148                                    | Stefan Schumacher (GER)           | 55e                       |
| Directeur sportif : Gabriele Missaglia |                                   |                           |

| Cofidis COF                        | Cofidis COF             | Cofidis COF |
| ---------------------------------- | ----------------------- | ----------- |
| Num                                | Coureur                 | Pos         |
| 151                                |                         |             |
| 152                                |                         |             |
| 153                                | Romain Hardy (FRA)      | AB          |
| 154                                | Luis Ángel Maté (ESP)   | 22e         |
| 155                                | Rudy Molard (FRA)       | 13e         |
| 156                                | Adrien Petit (FRA)      | AB          |
| 157                                | Stéphane Rossetto (FRA) | 35e         |
| 158                                | Clément Venturini (FRA) | 62e         |
| Directeur sportif : Alain Deloeuil |                         |             |

| Cult Energy CLT                    | Cult Energy CLT         | Cult Energy CLT |
| ---------------------------------- | ----------------------- | --------------- |
| Num                                | Coureur                 | Pos             |
| 161                                | Linus Gerdemann (GER)   | 67e             |
| 162                                | Rasmus Guldhammer (DEN) | 14e             |
| 163                                | Karel Hník (CZE)        | AB              |
| 164                                | Alex Kirsch (LUX)       | AB              |
| 165                                | Christian Mager (GER)   | AB              |
| 166                                | Michael Reihs (DEN)     | AB              |
| 167                                | Martin Mortensen (DEN)  | AB              |
| 168                                | Joël Zangerlé (LUX)     | AB              |
| Directeur sportif : Michael Skelde |                         |                 |

| MTN-Qhubeka MTN                       | MTN-Qhubeka MTN            | MTN-Qhubeka MTN |
| ------------------------------------- | -------------------------- | --------------- |
| Num                                   | Coureur                    | Pos             |
| 171                                   | Kristian Sbaragli (ITA)    | 18e             |
| 172                                   | Natnael Berhane (ERI)      | 75e             |
| 173                                   | Nicolas Dougall (RSA)      | AB              |
| 174                                   | Songezo Jim (RSA)          | AB              |
| 175                                   | Serge Pauwels (BEL)        | 32e             |
| 176                                   | Youcef Reguigui (ALG)      | 57e             |
| 177                                   | Daniel Teklehaimanot (ERI) | 99e             |
| 178                                   | Jay Robert Thomson (RSA)   | AB              |
| Directeur sportif : Michel Cornelisse |                            |                 |

| Roompot Oranje Peloton ROP          | Roompot Oranje Peloton ROP | Roompot Oranje Peloton ROP |
| ----------------------------------- | -------------------------- | -------------------------- |
| Num                                 | Coureur                    | Pos                        |
| 181                                 | Johnny Hoogerland (NED)    | AB                         |
| 182                                 | Jesper Asselman (NED)      | AB                         |
| 183                                 | Marc de Maar (NED)         | 53e                        |
| 184                                 | Huub Duyn (NED)            | 27e                        |
| 185                                 | Reinier Honig (NED)        | 70e                        |
| 186                                 | Michel Kreder (NED)        | 15e                        |
| 187                                 | Maurits Lammertink (NED)   | 8e                         |
| 188                                 | Mike Terpstra (NED)        | 49e                        |
| Directeur sportif : Michael Boogerd |                            |                            |

| Southeast STH                     | Southeast STH             | Southeast STH |
| --------------------------------- | ------------------------- | ------------- |
| Num                               | Coureur                   | Pos           |
| 191                               | Alessandro Petacchi (ITA) | AB            |
| 192                               | Matteo Busato (ITA)       | 100e          |
| 193                               | Giorgio Cecchinel (ITA)   | AB            |
| 194                               | Samuele Conti (ITA)       | AB            |
| 195                               | Elia Favilli (ITA)        | AB            |
| 196                               | Francesco Gavazzi (ITA)   | 41e           |
| 197                               | Simone Ponzi (ITA)        | 52e           |
| 198                               | Eugert Zhupa (ALB)        | AB            |
| Directeur sportif : Serge Parsani |                           |               |

| Europcar EUC                         | Europcar EUC          | Europcar EUC |
| ------------------------------------ | --------------------- | ------------ |
| Num                                  | Coureur               | Pos          |
| 201                                  | Thomas Voeckler (FRA) | 46e          |
| 202                                  | Yukiya Arashiro (JPN) | 12e          |
| 203                                  | Bryan Coquard (FRA)   | 63e          |
| 204                                  | Jérôme Cousin (FRA)   | AB           |
| 205                                  | Tony Hurel (FRA)      | AB           |
| 206                                  | Julien Morice (FRA)   | AB           |
| 207                                  | Bryan Nauleau (FRA)   | AB           |
| 208                                  | Angélo Tulik (FRA)    | AB           |
| Directeur sportif : Benoît Génauzeau |                       |              |

| Novo Nordisk TNN                      | Novo Nordisk TNN           | Novo Nordisk TNN |
| ------------------------------------- | -------------------------- | ---------------- |
| Num                                   | Coureur                    | Pos              |
| 211                                   | Kevin De Mesmaeker (BEL)   | AB               |
| 212                                   | Joonas Henttala (FIN)      | 68e              |
| 213                                   | Nicolas Lefrançois (FRA)   | AB               |
| 214                                   | David Lozano (ESP)         | 47e              |
| 215                                   | Javier Mejías (ESP)        | 16e              |
| 216                                   | Andrea Peron (ITA)         | AB               |
| 217                                   | Charles Planet (FRA)       | 65e              |
| 218                                   | Christopher Williams (AUS) | AB               |
| Directeur sportif : Massimo Podenzana |                            |                  |

| Topsport Vlaanderen-Baloise TSV       | Topsport Vlaanderen-Baloise TSV | Topsport Vlaanderen-Baloise TSV |
| ------------------------------------- | ------------------------------- | ------------------------------- |
| Num                                   | Coureur                         | Pos                             |
| 221                                   | Victor Campenaerts (BEL)        | 25e                             |
| 222                                   | Floris De Tier (BEL)            | 21e                             |
| 223                                   | Sander Helven (BEL)             | AB                              |
| 224                                   | Pieter Jacobs (BEL)             | 34e                             |
| 225                                   | Thomas Sprengers (BEL)          | 71e                             |
| 226                                   | Preben Van Hecke (BEL)          | 44e                             |
| 227                                   | Arthur Vanoverberghe (BEL)      | 66e                             |
| 228                                   | Pieter Vanspeybrouck (BEL)      | 90e                             |
| Directeur sportif : Walter Planckaert |                                 |                                 |

| UnitedHealthcare UHC               | UnitedHealthcare UHC     | UnitedHealthcare UHC |
| ---------------------------------- | ------------------------ | -------------------- |
| Num                                | Coureur                  | Pos                  |
| 231                                | Marco Canola (ITA)       | 28e                  |
| 232                                | Alessandro Bazzana (ITA) | 93e                  |
| 233                                | Lucas Euser (USA)        | 69e                  |
| 234                                | Davide Frattini (ITA)    | AB                   |
| 235                                | Christopher Jones (USA)  | AB                   |
| 236                                | Daniele Ratto (ITA)      | AB                   |
| 237                                | Kiel Reijnen (USA)       | 72e                  |
| 238                                | Federico Zurlo (ITA)     | 106e                 |
| Directeur sportif : Hendrik Redant |                          |                      |

| Wanty-Groupe Gobert WGG                      | Wanty-Groupe Gobert WGG | Wanty-Groupe Gobert WGG |
| -------------------------------------------- | ----------------------- | ----------------------- |
| Num                                          | Coureur                 | Pos                     |
| 241                                          | Björn Leukemans (BEL)   | 43e                     |
| 242                                          | Francis De Greef (BEL)  | 64e                     |
| 243                                          | Yannick Eijssen (BEL)   | 77e                     |
| 244                                          | Tim De Troyer (BEL)     | AB                      |
| 245                                          | Marco Marcato (ITA)     | 17e                     |
| 246                                          | Mirko Selvaggi (ITA)    | 36e                     |
| 247                                          | Lander Seynaeve (BEL)   | AB                      |
| 248                                          | Marco Minnaard (NED)    | AB                      |
| Directeur sportif : Hilaire Van der Schueren |                         |                         |